# Billy West (stemacteur)
William Richard "Billy" West (Detroit, 16 april 1950) is een Amerikaans stemacteur, bekend van onder andere Ren & Stimpy, Doug, Space Jam en Futurama. Hij is bekend van het feit dat hij vaak van meerdere personages in dezelfde serie de stemmen inspreekt. In zijn carrière heeft hij de stemmen van meer dan 120 personages ingesproken voor film, televisie, reclames en videospellen.
West is verder gitarist en singer-songwriter van zijn eigen band: Billy West and The Grief Counselors.

## Biografie
Billy West werd geboren in Detroit, maar groeide op in Boston. Hij begon begin jaren 80 zijn carrière bij het lokale radiostation WBCN. Hier werkte hij mee aan Charles Laquidara's Big Mattress. Tot 1986 was hij lid van het productieteam van WBCN. Van 1986 tot 1995 werkte hij mee aan The Howard Stern Show, waarin hij de stemmen van veel beroemdheden imiteerde. Tot zijn repertoire behoorden Jim Backus, Lucille Ball, Raymond Burr, Connie Chung, Sammy Davis, Jr., Doris Day, Louis "Red" Deutsch, David Dinkins, Mia Farrow, Larry Fine, Pete Fornatale, Frank Gifford, Kathy Lee Gifford, Mark Goddard, Bobcat Goldthwait, the Greaseman, Rudolph Giuliani, Jonathan Harris (als Dr. Zachary Smith), Leona Helmsley, Shemp Howard, Lance Ito, Elton John, Jay Leno, Nelson Mandela, Jackie Martling (als de Jackie puppet), Johnny Carson, Ed McMahon, Al Michaels, Billy Mumy (als Will Robinson), Cardinal John Joseph O'Connor, Maury Povich, Soon-Yi Previn, Marge Schott, Frank Sinatra, Rae Stern (Howard Stern's mother), George Takei, Joe Walsh, en Robin Williams.
Eind jaren 80 begon hij ook zijn televisiecarrière met de series Ren & Stimpy en Doug. In die eerste serie deed hij de stemmen van beide hoofdpersonen, alsmede veel bijpersonages.
Hij verkreeg ook bekendheid als een van de weinige stemacteurs die de verschillende stemmen van Mel Blanc goed kon imiteren. Hij nam na Blanc’s dood dan ook het stokje van hem over voor de stemmen van Bugs Bunny, Elmer Fudd, Daffy Duck en andere Looney Tunes. Hij deed deze stemmen voor het eerst in de film Space Jam uit 1996.
In de serie Futurama vertolkt West de stemmen van vier van de hoofdpersonen (Philip J. Fry, Professor Hubert Farnsworth, Dr. Zoidberg en Zapp Brannigan), alsmede een groot aantal bijfiguren en eenmalige personages. De stem van Fry wordt gezien als de stem die het dichtst in de buurt van zijn natuurlijke stem komt. Samen met Stimpy behoort Fry tot West’s favoriete rollen. Een andere bekende rol van West is die van Shaggy Rogers in de film Scooby-Doo on Zombie Island; een rol die hij overnam van Casey Kasem. In 2004 deed West de stem van Popeye in de film Popeye's Voyage: The Quest for Pappy. Andere films waar hij zijn medewerking aan verleende zijn Joe's Apartment, Cats & Dogs, Olive, the Other Reindeer, TMNT, The Proud Family Movie, en drie Tom en Jerry-films.
West heeft zelf meerdere malen aangegeven zich niet te kunnen vinden in hoe bekende filmsterren vaak worden gevraagd voor het stemwerk in animatiefilms.